# Le Couteur Peak
Le Couteur Peak är en bergstopp i Antarktis. Den ligger i Östantarktis. Nya Zeeland gör anspråk på området. Toppen på Le Couteur Peak är 2 600 meter över havet, eller 245 meter över den omgivande terrängen. Bredden vid basen är 3,3 km.
Terrängen runt Le Couteur Peak är huvudsakligen kuperad. Trakten är obefolkad. Det finns inga samhällen i närheten. 